# Stadio nazionale degli Eroi
Lo stadio nazionale degli Eroi (in inglese National Heroes Stadium) è un impianto sportivo polivalente della capitale zambiana Lusaka. Ospita le partite della nazionale di calcio dello Zambia. 
È intitolato alla memoria delle vittime del disastro aereo del 1993 che coinvolse la nazionale dello Zambia.

## Storia
Fu costruito tra il 2011 ed il 2014 da una compagnia cinese. Inizialmente fu chiamato stadio nazionale degli Eroi del disastro del Gabon.